# Ninsun
Ninsun "la senyora de les vaques " era una deessa de la mitologia sumèria, més coneguda com a mare de l'heroi Guilgameix i com a deessa tutelar del rei Gudea de Lagaix. Els seus pares eren les deïtats An i Uraš. A Ninsun se l'ha relacionat també amb deesses més antigues.
A l'Epopeia de Guilgameix Ninsun era una reina humana que vivia a Uruk, on el seu fill n'era rei. Com que el pare de Guilgameix era Lugalbanda, Ninsun havia de ser la seva esposa. La deessa va ajudar Guilgameix en les seves primeres aventures, i li interpretava els somnis.
A la mateixa Epopeia es diu que Guilgameix i Enkidu van convocar Ninsun perquè els ajudés a pregar al déu Xamaix i demanar-li que els fos favorable en el seu viatge a la Terra dels Vius on havien de combatre amb Huwawa.